# Lathrolestes minimus
Lathrolestes minimus är en stekelart som beskrevs av Teunissen 1953. Lathrolestes minimus ingår i släktet Lathrolestes och familjen brokparasitsteklar. Inga underarter finns listade i Catalogue of Life.